# Старый Цейхгауз
Российский униформологи́ческий журна́л «Старый Цейхгауз» (до 2008 года — «Цейхгауз», до ноября 2024 года — военно-исторический) — независимое научно-информационное издание (журнал). Тираж 1 000 экземпляров.

## История

### Цейхгауз
У истоков журнала стояли Владимир Передерий, Алексей Степанов, Роберто Паласиос-Фернандес, Алексей Васильев и Пётр Космолинский.
Идея выпуска специализированного издания (первоначально предполагалось делать альманах) родилась в 1989 году, но реальная возможность издания журнала появилась только после принятия 12 июня 1990 года закона СССР № 1552-1 «О печати и других средствах массовой информации», разрешающего регистрировать СМИ не только организациям, но и «гражданам СССР, достигшим восемнадцатилетнего возраста».
4 октября 1990 года Алексей Степанов зарегистрировал журнал «Цейхгауз» (свидетельство о регистрации Министерства печати и массовой информации РСФСР № 173). Первый номер вышел в свет 29 сентября 1991 года.
«Цейхгауз» одним из первых наладил связи с русским зарубежьем — потомками эмигрантов первой волны, что дало возможность опубликовать целый ряд редких документов из архивов участников Белого движения.
Членами редакционного совета журнала в разное время являлись внук генерала Корнилова Лавр Шапрон дю Ларрэ (с 1991 по 1996 годы) и писатель Кир Булычёв (Игорь Всеволодович Можейко) (с 1993 по 2003 годы).
За период с 1991 по 2008 годы журнал сменил несколько издателей, вышло 24 номера. Объём составлял 48 цветных полос.

### Старый Цейхгауз
23 апреля 2008 г. журнал был перерегистрирован Россвязьохранкультурой под названием «Старый Цейхгауз» (свидетельство ПИ № ФС77-31938). Учредители — Юрий Желтоногин и Алексей Степанов. С этого времени журнал издаётся Фондом содействия авиации «Русские Витязи».
В 2009 году «Старый Цейхгауз» совместно с Военно-историческим журналом осуществили первый в истории современной России уникальный проект — выпуск совместного специального номера, посвящённого 300-летнему юбилею Полтавского сражения.
В 2011 году «Старый Цейхгауз» отметил своё двадцатилетие. В № 40-41 издание поздравили с юбилеем Председатель Совета Федерации Федерального Собрания Российской Федерации Сергей Миронов, заместитель Председателя Правительства Российской Федерации Александр Жуков, и. о. руководителя Росохранкультуры В. В. Петраков, а также руководители ведущих музеев России, являющихся партнёрами журнала: заместитель директора Государственного Эрмитажа Георгий Вилинбахов, президент Государственного исторического музея Александр Шкурко, директор Военно-исторического музея артиллерии, инженерных войск и войск связи В. М. Крылов, директор Центрального музея Вооруженных Сил А. К. Никонов, директор Центрального военно-морского музея А. Я. Лялин, а также коллектив и главный редактор Военно-исторического журнала И. М. Чачух.
В 2013 году журнал «Старый Цейхгауз» стал лауреатом XII Всероссийского конкурса СМИ «Патриот России». Издание было признано победителем среди журналов в основной номинации — «Моя Россия» — за серию материалов о российских наградах, униформе, знаменах, геральдике.
В 2015 году журнал вновь был выдвинут на XIV Всероссийский конкурс «Патриот России». Сотрудник редакции Андрей Сакович был награждён серебряной медалью в номинации «Мы — Россияне» за серию иллюстрированных исследовательских материалов об униформе, наградах, оружии, знамёнах и геральдике российской армии.
В 2016 году «Старый Цейхгауз» занял 3-е место на XV Всероссийском конкурсе «Патриот России» в номинации «Моя Россия» за серию материалов об униформе, знаках различия и отличия времен революции 1917 г. и Гражданской войны в России.
В 2016 году «Старый Цейхгауз» отметил своё 25-летие. В № 70 издание с юбилеем поздравил Председатель Государственной думы Российской Федерации, Председатель Российского исторического общества Сергей Нарышкин.
В ноябре 2019 года журнал и Фонд «Русские Витязи» совместно с Королевским музеем армии и военной истории Бельгии организовали в Брюсселе проведение 1-й Европейской униформологической конференции.
В настоящее время журнал «Старый Цейхгауз» является единственным профильным изданием по униформологии, фалеристике и вексиллологии на постсоветском пространстве и в Восточной Европе. В нём также публикуются материалы по малоизвестным фактам военной истории, исторической реконструкции, фортификации и военной миниатюре, представлены материалы не только российских, но и зарубежных авторов из Беларуси, Бельгии, Болгарии, Германии, Грузии, Латвии, Польши, Сербии, США, Украины, Чехии, Франции и Эстонии.
За период с 1991 года журналом было опубликовано несколько сотен статей, многие из которых являются своеобразными открытиями в области униформологии и фалеристики, введено в научный оборот более тысячи ранее неизвестных архивных документов, проведена атрибуция портретов, в том числе из собраний ведущих музеев России и Беларуси.
Среди авторов — признанные специалисты в области униформологии и фалеристики: Игорь Можейко, Валерий Дуров, Пётр Космолинский, Михаил Горелик, Лавр Шапрон дю Ларрэ, Леонид Шепелев, Александр Валькович, Алексей Степанов, Александр Малов, Кирилл Цыпленков, Александр Кибовский, Сергей Попов, Олег Леонов, Леонид Токарь, Дмитрий Клочков, Андрей Сакович, Станислав Люлин, Владимир Глазков, Кирилл Сологуб, Андрей Ганин и другие.
В 2021 году «Старый Цейхгауз» отметил своё 30-летие. В № 94-95 издание с юбилеем поздравил Председатель Российского исторического общества Сергей Нарышкин.
По состоянию на 1 июня 2025 г. вышло 105 номеров журнала.
С 1991 года по настоящее время журнал издаётся в Москве.

## Редакция

### Главный редактор
- Владимир Передерий (Москва) — с 1991 года по настоящее время.

### Заместители главного редактора
- Алексей Степанов (Москва) — с 1991 года по настоящее время.
- Роберто Паласиос-Фернандес (Москва) — в 1996 году.
- Александр Кибовский, к.и.н. (Москва) — с 1999 года по настоящее время.

### Редакторы и сотрудники редакции
- Владимир Глазков, редактор (Тула);
- Игорь Карпов, редактор  (Москва);
- Сергей Копытов, редактор (Москва);
- Олег Леонов, редактор (Москва);
- Станислав Люлин, к.б.н., редактор (Москва);
- Александр Малов, к.и.н., редактор (Москва);
- Сергей Попов, редактор (Москва);
- Кирилл Сологуб, к.м.н., редактор (Москва);
- Кирилл Цыпленков, редактор (Москва);
- Николай Бордунов, сотрудник редакции (Москва);
- Юрий Ведерман, сотрудник редакции (Таллинн, Эстония);
- Владимир Великанов, сотрудник редакции (Москва);
- Иван Мостинский, сотрудник редакции (Москва);
- Андрей Сакович, сотрудник редакции (Евпатория);
- Илья Хохлов, к.и.н., сотрудник редакции (В. Новгород);
- Алексей Шевельков, сотрудник редакции (С.-Петербург).

### Редакционный совет
В состав редсовета входят: Д. Бабац (историк, Белград, Сербия), А.М. Валькович (президент Международной военно-исторической ассоциации, Москва), Г. В. Вилинбахов, д.и.н. (заместитель директора Государственного Эрмитажа — Государственный герольдмейстер Российской Федерации, С.-Петербург), А. Вычков (историк и художник, София, Болгария), А.Ю. Емелин, к.и.н. (заместитель директора Российского государственного архива военно-морского флота), Е.В. Ильина (заведующая библиотекой вещевой службы МО РФ, пос. Бахчиванджи Московской обл.), А.В. Кирилин, к.и.н. (историк, Москва), Д.А. Клочков (начальник Военно-исторического отдела Царское Село (музей-заповедник)), П.К. Корнаков, к.и.н. (историк, С.-Петербург), В. М. Крылов д.и.н. (директор Военно-исторического музея артиллерии, инженерных войск и войск связи, А.А. Литвин (Государственный Архив Российской Федерации), Р.Ш. Нехай (директор Центрального военно-морского музея), М.С. Нешкин (заместитель директора Российского государственного военно-исторического архива), С.Н. Плахов (историк, Москва), С.В. Успенская, к. культурологии (заместитель директора Военно-исторического музея артиллерии, инженерных войск и войск связи), Т.В. Чистоногова (отдел оружия ГИМ, Москва), А.А. Шишкин (историк, коллекционер).

### Скандал вокруг здания в Нижнем Кисловском переулке
Журнал издаётся Фондом «Русские Витязи», арендующем офис в здании бывшего Театра Секретарёва в Нижнем Кисловском переулке. В 2013 году был выявлен факт незаконной перепланировки и нецелевого использования этого памятника архитектуры, в связи с чем общественная коалиция в защиту Москвы потребовала отставки Александра Кибовского, являющегося одним из заместителей главного редактора, с занимаемого им поста руководителя Департамента культурного наследия города Москвы — мотивируя это тем, что ему глубоко безразлично московское культурное наследие.
По этому поводу фондом «Русские Витязи» было сделано заявление об отсутствии какой-либо связи редакции журнала с подпольной сауной и другими арендаторами.